# Noble (Luisiana)
Noble es una villa ubicada en la parroquia de Sabine en el estado estadounidense de Luisiana. En el Censo de 2010 tenía una población de 252 habitantes y una densidad poblacional de 94,19 personas por km².

## Geografía
Noble se encuentra ubicada en las coordenadas 31°41′24″N 93°41′00″O / 31.69000, -93.68333. Según la Oficina del Censo de los Estados Unidos, Noble tiene una superficie total de 2.68 km², de la cual 2.68 km² corresponden a tierra firme y (0%) 0 km² es agua.

## Demografía
Según el censo de 2010, había 252 personas residiendo en Noble. La densidad de población era de 94,19 hab./km². De los 252 habitantes, Noble estaba compuesto por el 61.11% blancos, el 0.4% eran afroamericanos, el 34.13% eran amerindios, el 0% eran asiáticos, el 0% eran isleños del Pacífico, el 0% eran de otras razas y el 4.37% pertenecían a dos o más razas. Del total de la población el 10.71% eran hispanos o latinos de cualquier raza.